# جورج اتش كير
جورج اتش كير (بالإنجليزية: George H. Kerr)‏ (و. 1911 – 1992 م) هو دبلوماسي، وبروفيسور (أستاذ جامعي)، وكاتب من الولايات المتحدة الأمريكية .